# Richard Keilholz
Richard Keilholz (* 29. Dezember 1873 in Haynrode/Untereichsfeld; † 6. Mai 1937 in Königstein/Sächsische Schweiz) war ein Webelehrer, Webschulleiter und autodidaktischer Heimat- und Naturforscher in Katscher (polnisch Kietrz) in Oberschlesien.

## Leben
Richard Keilholz durchlief bei seinem Vater Johann Keilholz, der in Haynrode ab 1885 eine Musterlehrwerkstatt für Weber betrieb, eine Weberlehre. Danach absolvierte er eine vom preußischen Staat geförderte Ausbildung als Wanderlehrer für Weberei in Frankfurt am Main und in Berlin. Keilholz wurde daraufhin an verschiedenen Orten in Schlesien eingesetzt.
1897 war Keilholz in Katscher als Webelehrer tätig, dann wurde er dem Leggenmeister in Neurode als Hilfskraft beigegeben. Danach übernahm er zunächst die Leitung der Königliche Webereilehrwerkstätte in Mittelwalde,  1905 dann die Leitung der technisch modernisierten Königlichen Webereilehrwerkstätte in Katscher.
Neben seiner fachlichen Tätigkeit widmete er sich zahlreichen anderen lokalen Aufgaben, z. B. als Sekretär des Vereins zur Unterstützung und Arbeitsvermittlung für hilfsbedürftige Weber in Katscher und Umgegend, als Mitglied im Kirchenrat der kleinen örtlichen evangelischen Gemeinde oder als Kommunalpolitiker der Zentrumspartei. In Katscher half er 1932 mit, die Webergesellen-Bruderschaft durch eine Neugründung zu beleben. Auch die lokale Arbeitsgemeinschaft für Heimatkunde wurde von ihm geleitet.
Bereits in der Zeit vor dem Ersten Weltkrieg begann er zu technischen Problemen zu publizieren und naturwissenschaftliche Forschungen fanden bei bekannten, schlesischen Botanikern Beachtung. Nach 1920 entwickelten sich die naturwissenschaftlichen Interessen zu einer vielseitigen wissenschaftlichen Tätigkeit: Keilholz leitete geologische und botanische Exkursionen akademischer Naturforscher und führte archäologische Ausgrabungen durch. Seit 1926 war er Mitglied des Schlesischen Altertumsvereins.
Darüber hinaus sammelte Keilholz seltene Pflanzen und Tiere. Er erstellte die erste vollständige systematische Darstellung der pontischen Pflanzengemeinschaft auf dem Kalkberg bei Katscher und beschrieb über 40 der dort vorkommenden seltenen Pflanzen. Das auch heute noch bestehende Naturschutzgebiet Kalkberg bei Katscher geht maßgeblich auf seine Initiative zurück.
Mit der Machtergreifung der Nationalsozialisten und der damit verbundenen Ideologisierung und Gleichschaltung wissenschaftlicher Tätigkeit wurde seine Arbeit jäh unterbrochen. Er verließ Katscher 1935 überstürzt und zog nach Königstein/Sächsische Schweiz. Die damalige politische Situation sowie die Wirren der Kriegs- und Nachkriegszeit bewirkten, dass sein Schaffen fast in Vergessenheit geriet.
Besonders in Polen nimmt man seine Erkenntnisse als Heimatforscher heute wieder wahr. Seine Untersuchungen zur Biozönose am Kalkberg in Katscher bilden noch immer eine Grundlage für lokale Naturschutzarbeit.

## Ehrungen
- 1917 Verdienstkreuz für Kriegshilfe[22]

## Schriften
- R. Keilholz: Isländisches Moos und andere Pflanzen der schlesischen Berge. In: Nerthus - Illustrierte Wochenschrift für Freunde aller Zweige der biologischen Naturwissenschaften, 1903, 5(43), S. 692–693, Digitalisat
- R. Keilholz: Die Glatzer Rose. In: Nerthus. 1903, Band 5, Nr. 38, S. 615; Digitalisat
- R. Keilholz: Veilchensteine. In: Nerthus - Illustrierte Wochenschrift für Freunde aller Zweige der biologischen Naturwissenschaften, 1903, 5(43), S. 800–801;  Digitalisat
- R. Keilholz: Chenillegewebe für Tücher, Decken, Teppiche. Fortsetzungsbeitrag in 4 Ausgaben der Leipziger Monatsschrift für die Textilindustrie, Jg. 1912: S. 37–39, 62–63, 83–84, 119–120.
- R. Keilholz: Berberis vulgaris und Puccinia graminis. In: Entomologische Zeitschrift, 1913:26(51), S. 208; Textarchiv – Internet Archive.
- R. Keilholz: Die Herstellung von Lazarettdrellen und Futterstoffen für Krankenjacken und  -hosen. In: Leipziger Monatsschrift für die Textilindustrie, 1914, S. 227–228.
- R. Keilholz: Eine Herbstwanderung durch den Leobschützer Stadtforst. In: Unsere Heimat (Beilage der Oberschlesischen Rundschau, Ratibor), 1925:9, S. 3–4.
- R. Keilholz: Massenzüge von Libellen. In: Entomologische Zeitschrift, 1925, 39, S. 38–39
- R. Keilholz: Entstehung und Verwendung von Kreppbindungen. In: Spinner und Weber, 1925, 43(75)
- R. Keilholz: Barchent, Köper und Zieche. In: Spinner und Weber, 1926, 44(83)
- R. Keilholz: Die pontische Pflanzengemeinschaft der Gipsberge bei Katscher. In: Der Oberschlesier, 1927, 9, S. 326–336; Digitalisat
- R. Keilholz: Die Flora der Gipsberge von Dirschel bis Katscher. In: Leschwitzer Tischkerier-Kalender. Heimatjahrbuch für Stadt und Land Leobschütz, II, 1927, S. 107–109, Ergänzung in III, 1928, S. 100–101
- R. Keilholz: Schachbrettartige Musterungen (Diamant-Bindungen). In: Spinner und Weber, 1927:45(36)
- R. Keilholz: Chrysomela sanguinolenta. In: Entomologische Blätter, 1929, 25, S. 108; Eintrag. In: Coleoptera Poloniae
- R. Keilholz: Die Entwicklung der Weberei in Katscher. In: Leschwitzer Tischkerierkalender, 1930, 5, S. 36–40.
- R. Keilholz: Eine Ölpresse in Rösnitz, Kreis Leobschütz. In: Der Oberschlesier, 1931, 13/2, S. 71–73; Digitalisat
- R. Keilholz: Deutsche Seidenraupenzucht. Zeitschrift der Landwirtschaftskammer Oberschlesien, 1931, 5,  S. 223.